# His Birthday
His Birthday è un cortometraggio muto del 1911 diretto da Joseph A. Golden, scritto da Henry Otto e prodotto dalla Lubin Manufacturing Company.

## Produzione
Il film fu prodotto dalla Lubin Manufacturing Company.

## Distribuzione
Distribuito dalla General Film Company, il film - un cortometraggio di 210 metri - uscì nelle sale statunitensi il 3 luglio 1911. Il film è stato distribuito utilizzando il sistema dello split reel assieme alla commedia Foxy Izzy, anch'essa prodotta dalla Lubin.